# Wojciech Cieślak (grafik)
Wojciech Cieślak (ur. 24 czerwca 1948 w Łodzi, zm. 30 kwietnia 2000) – twórca ekslibrisów, linorytów, inżynier włókiennik.

## Wykształcenie i praca zawodowa
Wykształcenie otrzymał różnorodne i wszechstronne. Ukończył szkołę podstawową – muzyczną, średnią – elektroniczną, zaś studia na Politechnice Łódzkiej na wydziale włókienniczym uwieńczone zostały dyplomem inżyniera włókiennika.
W czasie studiów występował na deskach teatru studenckiego “Cytryna” (tu zresztą poznał swoją przyszłą żonę Małgorzatę), ostrzył pióro w tygodnikach studenckich: “Politechnik”, ITD,  krakowskim “Studencie” także w “Wybrzeżu” i “Nadodrzu”.
Po studiach pracował jako ślusarz, automatyk, mistrz tkacki, przez kilkanaście lat pracował jako szef zespołu sprowadzającego części do maszyn włókienniczych.
Ponieważ znał się na tym dobrze, zajmował się tym samym przez ostatnie lata swojej pracy zawodowej w prywatnej firmie “FPH  J. Jakubiak”, dopóki ciężka choroba nie wyłączyła go z czynnego życia zawodowego.
Ale na działalności zawodowej nie poprzestawał.

## Działalność pozazawodowa, kolekcjonerska
Interesował się wieloma dziedzinami kultury, niektórymi aktywnie.
Czytał dużo książek, chłonął wiedzę historyczną, ale także na temat UFO. To umiłowanie książek spowodowało, że był autentycznym bibliofilem – należał przez wiele lat do Łódzkiego Towarzystwa Przyjaciół Książki. To zainteresowanie książkami zaowocowało wiele lat trwającą pasją hobbysty – zbieracza ekslibrisów – miniaturowych arcydzieł sztuki graficznej, szlachetnego sposobu oznaczania własności książek. Zbierał ekslibrisy o różnej tematyce rysunku, miał ich ponad 2 000, ale najbardziej cieszył się z ekslibrisów “kolejowych”, których miał kilkaset.
Te kolejowe ekslibrisy ze swojej kolekcji wystawiał publicznie na wystawach popularyzujących ekslibris w kilku miastach Polski, w tym także w Łodzi, w Widzewskiej Galerii Ekslibrisu, jedynej w Łodzi stałej galerii, działającej nieprzerwanie od 1990 r.
Jego znajomość języka angielskiego bardzo pomagała mu w kontaktach z kolekcjonerami i twórcami ekslibrisu na świecie, w uczestniczeniu w Międzynarodowych Kongresach Ekslibrisu, z których przywoził nowe ekslibrisy, często wykonywane specjalnie dla niego.
Był także filatelistą, co jakiś czas przeglądał klasery, wzbogacając zbiór znaczków zapoczątkowany kolekcją przejętą po ojcu.

## Twórczość ekslibrisowa
30 lat temu, wykorzystując swoje uzdolnienia graficzne (jak sam mówił od niepamiętnych czasów lubił rysować) zaczął sam tworzyć ekslibrisy. Zaczęło się od pierwszego nieporadnego, ale potem przyszły następne coraz doskonalsze, wykonywane z potrzeby serca dla przyjaciół i znajomych. Jeden z nich, wykonany dla Łódzkiej Filharmonii im. Artura Rubinsteina, miał w założeniu autora przed laty być cegiełką na budowę nowego gmachu filharmonii.
W dorobku twórczym ma ponad 250 linorytów, stworzonych w ciągu 25 lat, choć w ostatnich latach bardzo niewiele – choroba nie sprzyjała twórczości.

## Opinie
“Wojciech Cieślak jako formę swej pozaprofesjonalnej ekspresji życiowej wybrał ekslibris, ongiś książkowy znak własnościowy, dziś będący raczej małą formą grafiki i wdzięcznym obiektem kolekcjonerstwa. Trudna to dziedzina - pisał przed laty wytrawny kolekcjoner i znawca ekslibrisów Grzegorz Matuszak w katalogu indywidualnej wystawy ekslibrisów Wojciecha Cieślaka – wymagająca opanowania umiejętności opracowywania graficznej matrycy, doskonalenia warsztatu, poszukiwania najciekawszych rozwiązań kompozycyjnych oraz adekwatności treści i formy. Prace graficzne Wojciecha Cieślaka od kilku lat pojawiają się na różnych wystawach, pokazach i konkursach krajowych i międzynarodowych. Interesują się nimi kolekcjonerzy, którzy zamawiają dla siebie ekslibrisy lub proponują autorowi wymianę. W ten sposób własna twórczość pozwala zaistnieć w szerszym wymiarze niż tylko krąg rodziny i znajomych, daje możliwość interesującej formy samorealizacji. Warto z uwagą pochylić się nad ekslibrisami Wojciecha Cieślaka. Wprawdzie nie poddają się one kryteriom stosowanym wobec sztuki profesjonalnej przez krytykę artystyczną, ale przecież ich twórca nie ukrywa amatorskiej proweniencji swego zainteresowania grafiką. Jego prace świadczą o wrażliwości, poszukiwaniach, coraz lepszej sprawności warsztatowej, a przede wszystkim o znalezieniu przez autora humanistycznego sposobu dowartościowania życia. Ten ostatni aspekt wydaje się być godzien szczególnego podkreślenia w przypadku tego rodzaju twórczości, jaką z powodzeniem uprawia Wojciech Cieślak”.
“Jego ekslibrisy były prezentowane na licznych wystawach, są w wielu kolekcjach prywatnych, muzealnych i uniwersyteckich wielu miast Europy – Mediolanie, Nancy, Norymberdze, Kronach, Weimarze, Wiessbaden, Sofii, Utechcie, Sant Niklaas, Bormio, Fredeikshavn oraz wielu miast Polski. Ale także w Pekinie. Z polskich bibliotek Jego prace posiadają: Narodowa i Uniwersytecka w Łodzi.
Niestety nowych ekslibrisów jego autorstwa już nie zobaczymy.  Szkoda, że tego iście renesansowego, a jednocześnie tak zwyczajnego, serdecznego, życzliwego dla innych człowieka już nie ma wśród nas. Chociaż pożegnaliśmy Wojtka Cieślaka, będziemy pamiętać Jego ekslibrisy, którymi tak hojnie nas obdarowywał, będziemy pamiętać, że żył wśród nas ten pogodny, życzliwy człowiek.” – czytamy w katalogu wystawy retrospektywnej zorganizowanej w 2001 r. w Widzewskiej Galerii Ekslibrisu – w której zresztą Wojtek Cieślak był członkiem Rady Galerii, czynnym członkiem do czasu, aż ciężka choroba to mu uniemożliwiła.
Na jednej z plansz zamieszczono ekslibrisy in memoriam m.in. autorstwa Kazimierza Zbigniewa Łońskiego, Juliusza Szczęsnego Batury, Ryszarda Bandosza i Krzysztofa Kmiecia.
Wspomnienia pośmiertne zamieścili: red. Stanisław Bulkiewicz w “Bazarze Zbieraczy” – stałej rubryce w łódzkim dzienniku “Express Ilustrowany”, Mirosław Z. Wojalski w “Gazecie Łódzkiej” (lokalny dodatek Gazety Wyborczej) oraz w Ex Bibliotheca Pismo Warszawskiej Galerii Ekslibrisu, Andrzej Znamirowski w “Ekslibris. Co gdzie kiedy”.
Pochowany na Starym Cmentarzu przy ul. Ogrodowej w Łodzi.